# Simona Szarková
Simona Szarková (Érsekújvár, 1992. január 2. –) szlovák válogatott kézilabdázó, balátlövő. A lengyel MKS Lublin és a szlovák női kézilabda-válogatott játékosa.

## Pályafutása

### Klubcsapatokban
Pályafutását hazájában kezdte a Slovan Duslo Šaľa csapatában. 2018-ban szerződtette a norvég élvonalban szereplő Storhamar. Norvégiában mindössze egy fél idényt töltött, majd távozott a klubtól, amely felbontotta szerződését. Ezt követően Magyarországra, a Mosonmagyaróvári KC csapatához szerződött. Hamar az egyik meghatározó játékosává vált csapatának, és megalkuvást nem tűrő játékával a csapat szurkolóinak szeretetét is kivívta magának. 2019 májusában szerződést hosszabbított a csapattal, majd júniusban keresztszalag-szakadást szenvedett, ezért műtét és több hónapos kihagyás várt rá.
2021 februárjában a Siófok hivatalos közleményben jelezte, Szarková a 2021-2022-es idénytől a csapat színeiben folytatja pályafutását.

### A válogatottban
A szlovák válogatottal részt vett a 2014-es Európa-bajnokságon. Szlovákia a középdöntőket követően esett ki, Szarková azonban csapata egyik legjobbja volt a tornán, a svédek elleni mérkőzésen hétszer volt eredményes, és a találkozó legjobbjának is megválasztották.